# مات أوسبرن

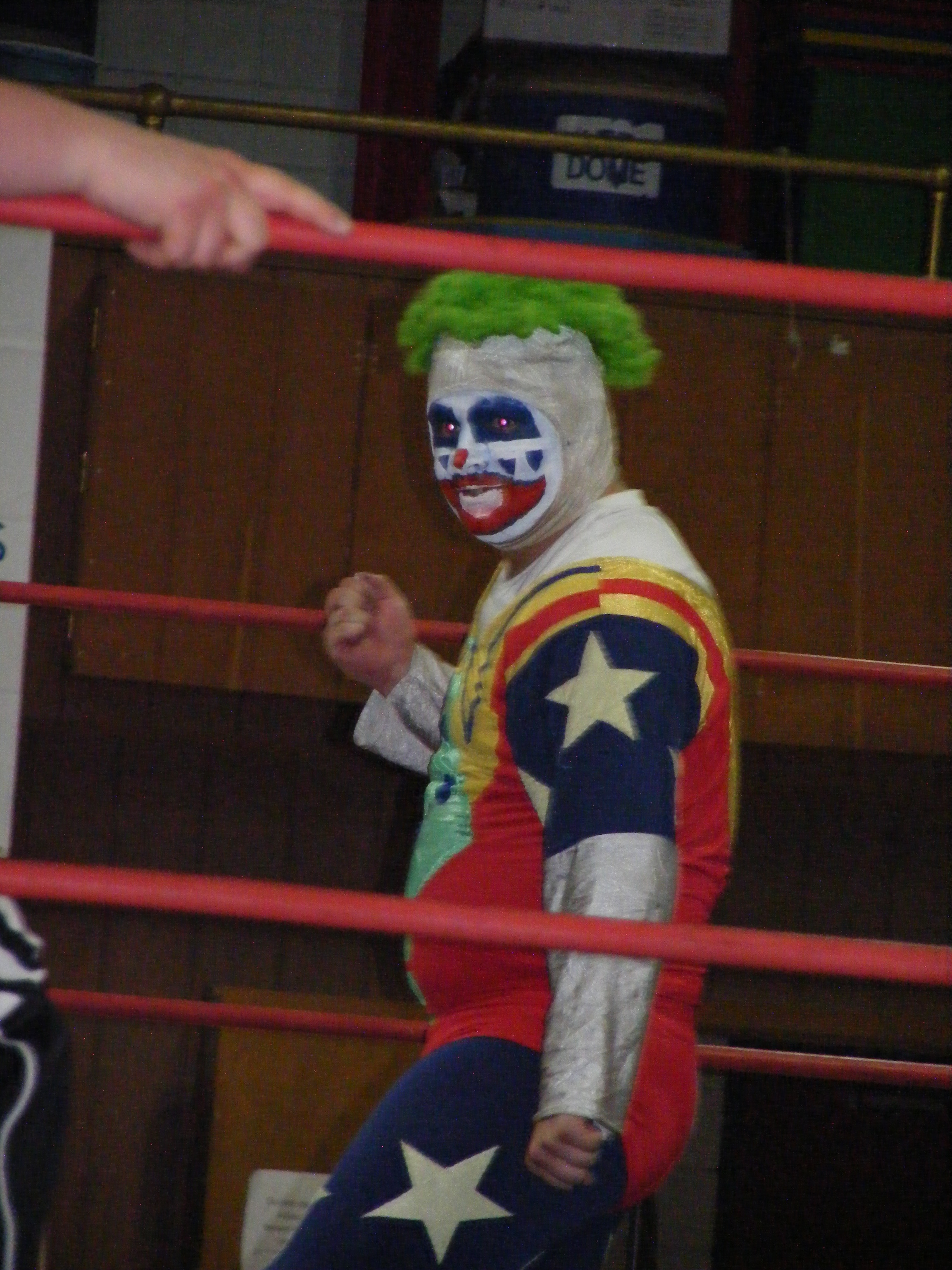
المصارع مات أوسبرن كان يشارك المصارعة بشخصية "دونيك" المهرج.

مات أوسبرن (بالإنجليزية: Matt Osborne)‏ واسمه الحقيقي ماثيو وُايد أوسبرن، من مواليد 27 يوليو 1957، وتوفي بتاريخ 28 يونيو 2013، مصارع أمريكي محترف شارك في عدة مسابقات المصارعة الحرة، ومنها بطولة مصارعة الحرة العالمية دبليو دبليو إف.

## روابط خارجية
- مات أوسبرن على موقع IMDb (الإنجليزية)
- مات أوسبرن على موقع قاعدة بيانات الفيلم (الإنجليزية)
- مات أوسبرن على موقع WrestlingData.com (الإنجليزية)
- مات أوسبرن على موقع CageMatch worker (الإنجليزية)
- مات أوسبرن على موقع قاعدة بيانات المصارعة على الإنترنت (الإنجليزية)
- مات أوسبرن على موقع عالم المصارعة على الإنترنت (الإنجليزية)
- مات أوسبرن على موقع عالم المصارعة على الإنترنت (الإنجليزية)